# آرمرو
آرمرو (انگلیسی: Armero) نام شهری در کشور کلمبیا است.